# Право международных организаций
Право международных организаций — отрасль современного международного права, нормы которой определяют статус международных организаций, регулируют вопросы их создания, деятельности и взаимоотношений с другими субъектами международного права.
С момента возникновения первых международных организаций стали возникать нормы, которые регулируют их деятельность, как с государствами, так и между собой. В итоге был накоплен значительный нормативный материал, который и послужил толчком для появления такой отрасли международного права как право международных организаций. В этой отрасли выделяют две группы международных норм, которые образуют:
- «внутреннее право» организации — нормы, регулирующие структуру организации, компетенцию её органов и порядок работы, статус персонала и другое;
- «внешнее право» организации — нормы договоров организации с государствами и другими международными организациями.

Нормы права международных организаций — преимущественно договорные нормы. В большинстве своем источниками этой отрасли являются учредительные документы международных организаций, а также Венская конвенция о праве договоров между государствами и международными организациями или между международными организациями 1986 г., Венская конвенция о представительстве государств в их отношениях с международными организациями универсального характера 1975 г. соглашения о привилегиях и иммунитетах международных организаций и др.

## Монографии
- Кривчикова Э. С. Основы теории права международных организаций : учеб. пособие. — М.: МГИМО, 1979. — С. 82.
- Шибаева Е. А. Право международных организаций. — М., 1986.
- Vandervort, Thomas L. R. International Law and Organization. — Dortrecht, 1996.